# Park Min-ha
Park Min-ha es una actriz infantil surcoreana. 

## Biografía
Park Min-ha nació el 2 de julio de 2007 en Gunpo, provincia de Gyeonggi, Corea del Sur. Su padre es el presentador de la SBS Park Chan-min y su madre es Kim jin. Actualmente su agencia es Cube Entertainment.

## Carrera
Comenzó su carrera como actriz en 2011 y ha participado en producciones tales como la película surcoreana de pandemia Flu (2013), la serie de televisión El Rey de la Ambición (2013), y el vídeo de musical para K.Will "Love Blossom" (2013).

## Filmografía

### Cine
| Año  | Título                                   | Rol              |
| ---- | ---------------------------------------- | ---------------- |
| 2013 | Flu                                      | Kim Mi-reu (Mir) |
| 2017 | Confidential Assignment                  | Kang Yeon-ah     |
| 2022 | Confidential Assignment 2: International | Kang Yeon-ah     |

### Series
| Año  | Título                       | Papel                                       | Red | Ref.   |
| ---- | ---------------------------- | ------------------------------------------- | --- | ------ |
| 2011 | Indomitable Daughters-in-Law | Viviana                                     | MBC |        |
| 2012 | Feast of the Gods            | Song Yeon-woo                               | MBC | [ 7 ]  |
| 2012 | Arang and the Magistrate     | reencarnación de Arang (cameo, episodio 20) | MBC | [ 8 ]  |
| 2013 | Queen of Ambition            | Joo Da-hae/Ha Eun-byul                      | SBS |        |
| 2013 | Pots of Gold                 | Jin Ah-ram                                  | MBC | [ 9 ]  |
| 2013 | Drama Festival "Unrest"      | hermana menor                               | MBC |        |
| 2015 | Mrs.Cop                      | Seo Ha-eun                                  | SBS | [ 10 ] |
| 2016 | W                            | Oh Yeon Joo (cameo)                         | MBC |        |
| 2022 | Cheer Up                     | Do Hae-yi adolescente                       | SBS | [ 11 ] |

### Espectáculo de variedades
| Año  | Título                 | Red | Notas        |
| ---- | ---------------------- | --- | ------------ |
| 2014 | Childhood Inquiry Life | SBS | presentadora |

### Vídeos musicales
| Año  | Canción        | Artista |
| ---- | -------------- | ------- |
| 2013 | "Love Blossom" | K.Will  |

## Premios y nominaciones
| Año  | Premio               | Categoría               | Nominación | Resultado |
| ---- | -------------------- | ----------------------- | ---------- | --------- |
| 2013 | 50 Grand Bell Awards | Mejor Actriz de Reparto | Flu        | Nominada  |